# 精周寺
精周寺（せいしゅうじ）は、小樽市にある真言宗豊山派の寺。本尊は大日如来（胎蔵界）。北海道三十三観音霊場8番札所。

## 歴史
1884年、湯殿山大日坊八十三世大網精周は、北海道巡教の折、小樽市に懸錫所を創設した。1889年、精周は弟子を派遣し、1890年寺号公称した。1893年本堂を建立、1911年現在地に解体移築。本尊大日如来（慶長以前の作）は総丈十尺で、元羽黒山の本尊で1885年湯殿山に遷座後、精周寺に請来。

## 寺宝
- 降魔成道釈尊像（9世紀、インドパーラ期）